# Serra do Caparaó
Serra do Caparaó är ett berg i Brasilien.   Det ligger i kommunen Iúna och delstaten Espírito Santo, i den sydöstra delen av landet, 800 km sydost om huvudstaden Brasília. Toppen på Serra do Caparaó är 2 473 meter över havet, eller 52 meter över den omgivande terrängen. Bredden vid basen är 0,61 km.
Terrängen runt Serra do Caparaó är bergig åt sydväst, men åt nordost är den kuperad. Närmaste större samhälle är Alto Caparaó, 10,3 km sydväst om Serra do Caparaó.
I omgivningarna runt Serra do Caparaó växer huvudsakligen savannskog. Runt Serra do Caparaó är det ganska glesbefolkat, med 21 invånare per kvadratkilometer.